# أسامة الخاجة
أسامة عبد الحميد عبد الله الخاجة (4 يوليو 1968

) رجل أعمال وسياسي بحريني. عضو مجلس النواب 2014-2020

## السيرة
ولد علي في العاصمة المنامة في 4 يوليو 1968. حصل على بكالوريوس إدارة أعمال تخصص محاسبة من جامعة البحرين.
اتجه إلى العمل التجاري حيث يتولى رئاسة مجلس إدارة شركة أنمار كوتور للأزياء والملابس الجاهزة وشركة أسامة الخاجة للمقاولات ومجوهرات الخاجة.
في انتخابات مجلس النواب لعام 2011 خسر مقعد الدائرة الأولى في محافظة الوسطى في جولة الإعادة بعدما جمع 1660 صوت ما نسبته 49.00%. وفي انتخابات عام 2014 فاز بمقعد الدائرة السابعة في محافظة العاصمة في جولة الإعادة بعدما جمع 2094 صوت ما نسبته 60.40%.